# Partidul Acțiune și Solidaritate
Die Partidul Acțiune și Solidaritate (PAS, deutsch Partei der Aktion und Solidarität) ist eine liberale politische Partei in der Republik Moldau.

## Geschichte
PAS wurde Ende 2015 als politische Bewegung von der 2020 zur Präsidentin der Republik Moldau gewählten Maia Sandu gegründet. Am 15. Mai 2016 wurde PAS als Partei registriert.
Bei der Präsidentschaftswahl in der Republik Moldau 2016 wurde die Parteivorsitzende Maia Sandu als gemeinsame Kandidatin der mitte-rechten pro-europäischen Opposition aufgestellt. Im ersten Wahlgang erhielt sie 38,71 % der Stimmen, in der Stichwahl verlor sie gegen den Sozialisten Igor Dodon.
Bei den Bürgermeisterwahlen 2018 in Chișinău unterstützte die Partei der Aktion und Solidarität den Parteivorsitzender von Würde und Wahrheit Andrei Năstase, der mit 52,57 % der Stimmen zum Bürgermeister von Chișinău gewählt wurde, das Wahlergebnis wurde allerdings für ungültig erklärt. Nach dieser umstrittenen und danach folgenden Protesten kündigten die Partei der Aktion und Solidarität, die Plattform Würde und Wahrheit und die Liberaldemokratische Partei Moldaus die Gründung der Nationalen Widerstandsbewegung ACUM (Jetzt) an. Als Wahlbündnis ACUM (Jetzt) nahmen PAS und Plattform Würde und Wahrheit an den Parlamentswahlen 2019 teil, bei der sie von mehreren anderen Oppositionsparteien unterstützt wurden. Das Bündnis wurde mit 26,84 % der Stimmen und 26 Sitzen im Parlament zweitstärkste Kraft.
Am 8. Juni 2019 wurde es über die vorübergehende politische Koalition zwischen dem Bündnis ACUM und der Partei der Sozialisten entschieden und die Parteivorsitzende Maia Sandu wurde zur Ministerpräsidentin gewählt. Am 12. November 2019 scheiterte ihre Regierung nach einem von der Demokratischen Partei Moldaus unterstützten Misstrauensvotum der mitregierenden Sozialisten.
Bei der Präsidentschaftswahl 2020 trat Maia Sandu erneut für das Amt der Präsidentin der Republik Moldau an. In der ersten Wahlrunde erreichte Maia Sandu 36,16 % der Stimmen und im zweiten Wahlgang gewann sie mit 57,72 %.
PAS erreichte bei der vorgezogenen Wahl 2021 mit 52,8 Prozent die absolute Mehrheit im Parlament.

## Wahlergebnisse
| Jahr | Kandidat   | Erster Wahlgang | Erster Wahlgang | Erster Wahlgang | Zweiter Wahlgang | Zweiter Wahlgang | Zweiter Wahlgang |
| Jahr | Kandidat   | Stimmenanzahl   | Stimmenanteil   | Platz           | Stimmenanzahl    | Stimmenanteil    | Platz            |
| ---- | ---------- | --------------- | --------------- | --------------- | ---------------- | ---------------- | ---------------- |
| 2016 | Maia Sandu | 549.152         | 38,71 %         | 2.              | 766.593          | 47,89 %          | 2.               |
| 2020 | Maia Sandu | 487.635         | 36,16 %         | 1.              | 943.006          | 57,72 %          | 1.               |

| Jahr | Stimmenanzahl | Stimmenanteil | Sitze    | Platz | Spitzenkandidat               |
| ---- | ------------- | ------------- | -------- | ----- | ----------------------------- |
| 2019 | 380.181       | 26,84 %       | 15/101 1 | 2.    | Maia Sandu und Andrei Năstase |
| 2021 | 774.753       | 52,80 %       | 63/101   | 1.    | Igor Grosu                    |